# Villanella
Pour les articles homonymes, voir Villanelle (homonymie).

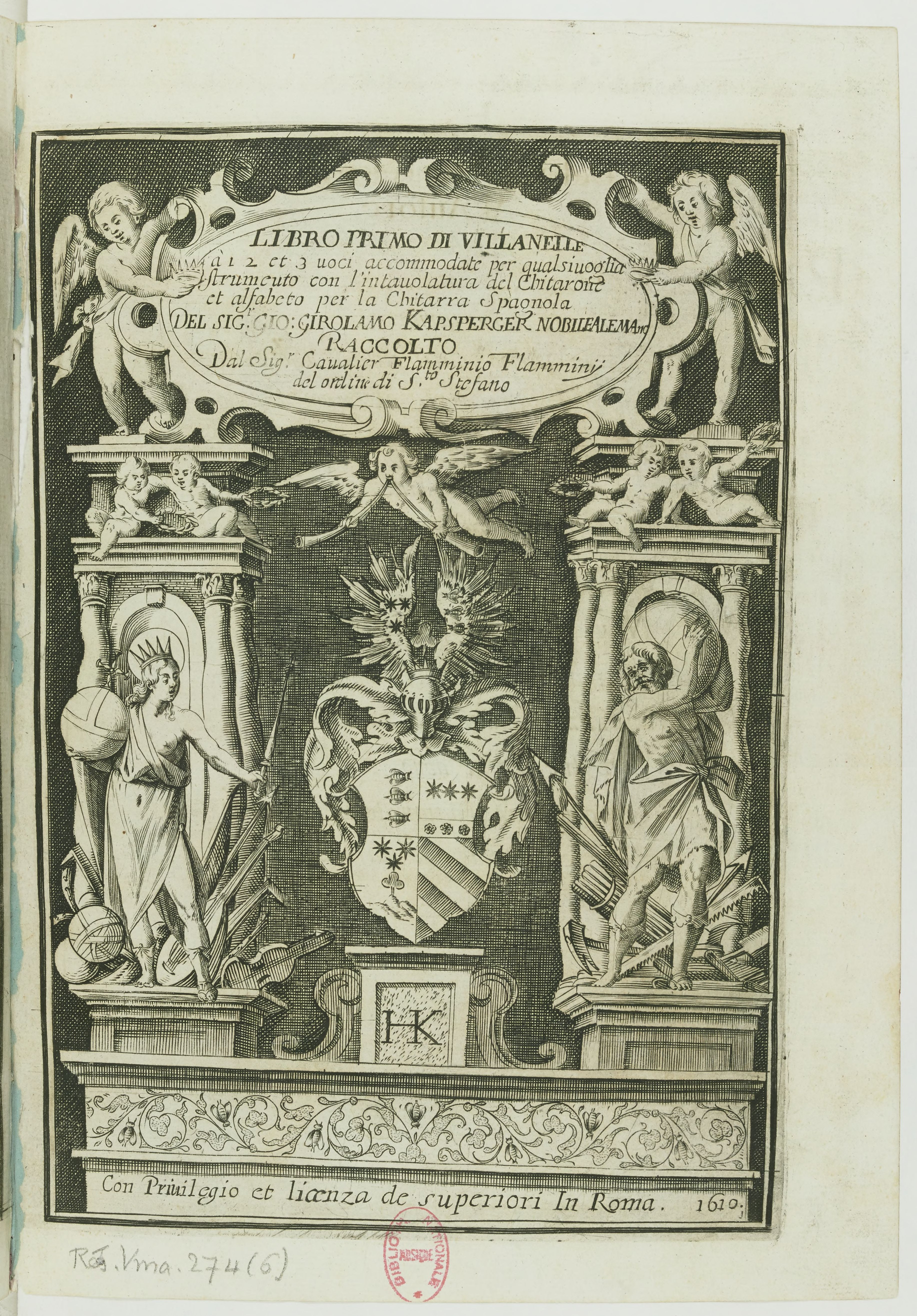
Couverture d'une version de Villanella.

Villanella (pluriel villanelle - à ne pas confondre avec la forme poétique villanelle) est une forme de chanson profane née en Italie dans  la première moitié du XVIe siècle.
Apparue initialement à Naples, elle influença la forme ultérieure de la canzonetta et plus tard du madrigal.
Le thème de la villanella était souvent rustique, comique et satirique: il parodiait fréquemment le maniérisme de la musique d'alors, par exemple celui des madrigaux. La rime des vers, dans les premières formes napolitaines, est en général : abR abR abR ccR.  Au milieu du XVIe siècle, la villanella devint l'une des formes les plus en vogue de la chanson en Italie.
Les premières villanelle étaient écrites pour trois voix a cappella. Les premiers compositeurs de villanelle furent les napolitains Giovanni Domenico da Nola, Giovan Tomaso di Maio et Giovanni Tommaso Cimello (it) (professeur lui-même à Naples) ; plus tard s'essayèrent à cette forme, aussi des compositeurs d'autres villes parmi lesquels Adrien Willaert, Luca Marenzio, Adriano Banchieri, Roland de Lassus, etc.